# 模範
| ウィキペディアには「模範」という見出しの百科事典記事はありません（タイトルに「模範」を含むページの一覧/「模範」で始まるページの一覧）。 代わりにウィクショナリーのページ「模範」が役に立つかもしれません。 |